# أنجيل آرام
أنجيل آرام (27 مايو 1946 - 24 فبراير 2011) هي ممثلة مصرية.

## حياتها ونشأتها
اسمها الحقيقي (أنجيل آرام رابزيان)، ولدت في عام 1946، حصلت على بكالوريوس المعهد العالي للسينما، وقدمت العديد من الأدوار الصغيرة في السينما كما، شاركت في مسلسلات تلفزيونية. توفيت في عام 2011 عن عمر يناهز 65 عامًا.
كانت والدتها مصرية، وكان والدها «آرام رايزيان» أرميني الأصل، وأشهر إسلامه ليتزوجها، وهكذا ولدت الفنانة أنجيل مسلمة، وقامت بأداء العمرة 8 مرات، وكانت تتمنى أن تؤدي فريضة الحج قبل أن تموت.
الفنانة أنجيل آرام لها ابن وحيد هو المخرج «أيمن عفيفي» (تخرج من المعهد العالي للسينما قسم إخراج) مقدم برامج الطهي الشهير، والذي عمل مخرجًا ومديراً لإدارة الرقابة والمتابعة بعدد من القنوات الفضائية، بالإضافة لتقديمه بعض برامج الأطفال وبرامج الطهي، وابنته، حفيدة آرام، هي الطالبة «سارة أيمن عفيفي» التي تشبه جدتها تماماً.
تعرفت أنجيل على زوجها المونتير عفيفي حسين في أستوديو الأهرام، إذ بدأت عملها مونتيرة بالأفلام قبل دخولها التمثيل.
كانت آخر أعمال الفنانة أنجيل مسلسل «إحنا نروح القسم» مع الفنان أحمد بدير، وعايدة رياض، وسيد زيان، ويوسف داوود، والمخرج إبراهيم الشقنقيري، وكان في عام 2001، وظلت طوال العشرة سنوات حتى وفاتها في 2011، غائبة، لم تشارك في أي عمل.

## أعمالها

### مسلسلات
| - إحنا نروح القسم 2001 - أسعد زوج في العالم 1999 - خيانة 1999 - - أوراق من المجهول 1998 - ساكن قصادى (ج1، 2) 1995، 1996 | - غاضبون وغاضبات 1993 - ماما نور 1991 - يوميات زكي الناصح 1990 - مواقف ساخرة 1990 - حضرات السادة الكدابين (مسلسل) 1990 - الاخوة زنانيري (مسلسل) 1988 | - تزوج وابتسم للحياة (مسلسل) 1988 - كوكى كاك (مسلسل) - رفع الستار (مسلسل) - الابطال (الجزء الثاني) مسلسل - هوه وغيره (مسلسل). |

### أفلام
| - الوردة الحمراء (فيلم) 2000 - الحرب العائلية التالتة (فيلم) 1998 - الرجالة في خطر (فيلم) 1993 - السياسي (فيلم) 1993 - الحب بين قوسين (فيلم) 1993 - اللعب مع الأشرار (فيلم) 1993 - اليتيم والحب (فيلم) 1993 - كله بيلعب على كله (فيلم) 1992 - المجنونة والحب (فيلم) 1992 - خلي بالك من عزوز (فيلم) 1992 - دموع صاحبة الجلالة (فيلم) 1992 - نساء صعاليك (فيلم) 1991 - المشاغبات والكابتن (فيلم) 1991 | - صف عساكر (فيلم) 1990 - البيضة والحجر (فيلم) 1990 - العميل رقم 13 (فيلم) 1989 نسمة - ولاد الأية (فيلم) 1989 - المشاغبات في خطر (فيلم) 1989 - التحدي (فيلم) 1988 - صاحب العمارة (فيلم) 1988 - العبقري والحب (فيلم) 1987 - كراكون في الشارع (فيلم) 1986 - ناس هايصة وناس لايصة (فيلم) 1986 - السكاكيني (فيلم) 1986 - البنديرة (فيلم) 1986 - المدبح فيلم 1985 | - حكايات هوه وهيه (مسلسل) 1985 - زوج تحت الطلب (فيلم) 1985 - إحنا بتوع الإسعاف (فيلم) 1984 - البرنس (فيلم) 1984 - الاتحاد النسائي (فيلم) 1984 - المتشردان (فيلم) 1983 - جدعان باب الشعرية (فيلم) 1983 - غريب ولد عجيب (فيلم) 1983 - القفل (فيلم) 1982 - حسن بيه الغلبان (فيلم) 1982 - شعبان تحت الصفر (فيلم) 1980 - جواز على الهوا (فيلم) 1976 - المطلقات (فيلم) 1975 | - البنات والحب (فيلم) 1974 - 24 ساعة حب (فيلم) 1974 - البحث عن فضيحة (فيلم) 1973 - من البيت للمدرسة (فيلم) 1972 - الظريف والشهم والطماع (فيلم) 1971 - شقة مفروشة (فيلم) 1970 - الرعب (فيلم) 1969 - العميل 77 (فيلم) 1969 - الزواج على الطريقة الحديثة (فيلم) 1968 - أنا الدكتور (فيلم) 1968 - جزيرة العشاق (فيلم) 1968 - الهانم وأنا (فيلم) |

### مسرحيات
| - الزعيم (مسرحية) 1998 - حمري جمري (مسرحية) 1995 - قشطة (مسرحية) 1993 - فندق المجانين (مسرحية) 1993 - إثنين في الهوا (مسرحية) 1990 | - زواج البنات (مسرحية) 1990 - أزمة حمزة (مسرحية) 1988 - تلامذه اخر زمن (مسرحية) 1988 - الصول والحرامي (مسرحية) 1987 - دلوعة يا بيه (مسرحية) 1986 | - راسب مع مرتبة الشرف (مسرحية) 1978 - مليونير بالعافية (مسرحية) - بندق بيه (مسرحية) - الرعب اللذيذ (مسرحية) - أحلى مقلب في حياتي (مسرحية) |

### أخرى
| - ولد وبنت وشايب (سهرة تلفزيونية) 1999 - فوازير حسبة برما 1995 - أحلام الفتى النائم (سهرة تلفزيونية) 1992 - فوازير عالم ورق 1990 | - الثانوية العامة (سهرة تلفزيونية) 1986 - عنبر 4 (تمثيلية) - الفخ الذهبي (تمثيلية) - بابا جاي (سهرة تلفزيونية) |

## وصلات خارجية
- أنجيل آرام (ممثلة) على موقع IMDB
- أنجيل آرام (ممثلة) على موقع السينما
- أنجيل آرام (ممثلة) على موقع دهليز
- أنجيل آرام (ممثلة) على موقع ستارتايمز
- أنجيل آرام (ممثلة) على موقع أزتاك العربي للشؤون الأرمنية
- أنجيل آرام (ممثلة) على موقع كاروهات